# Wojciech Gryniewicz

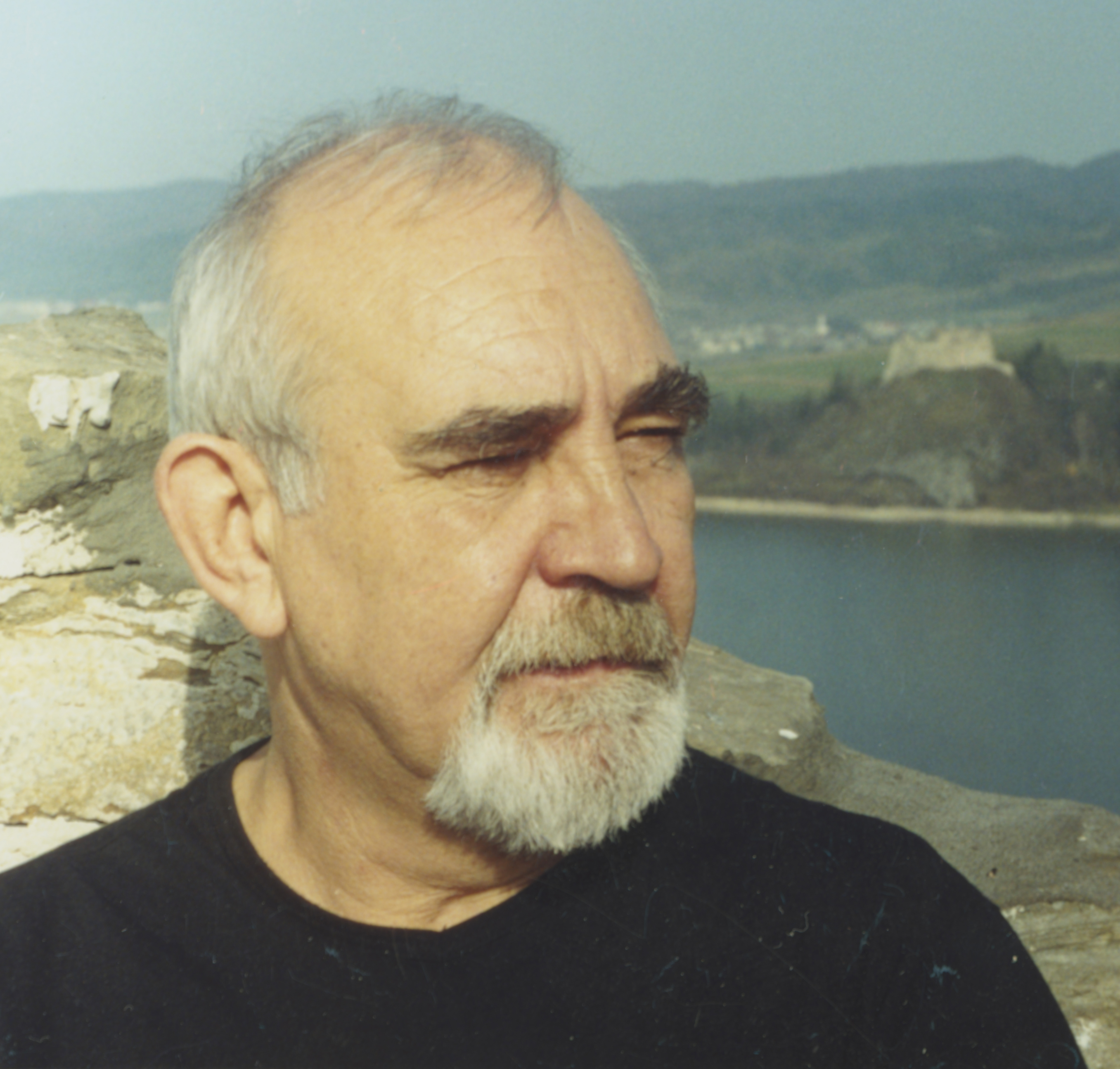
Wojciech Gryniewicz

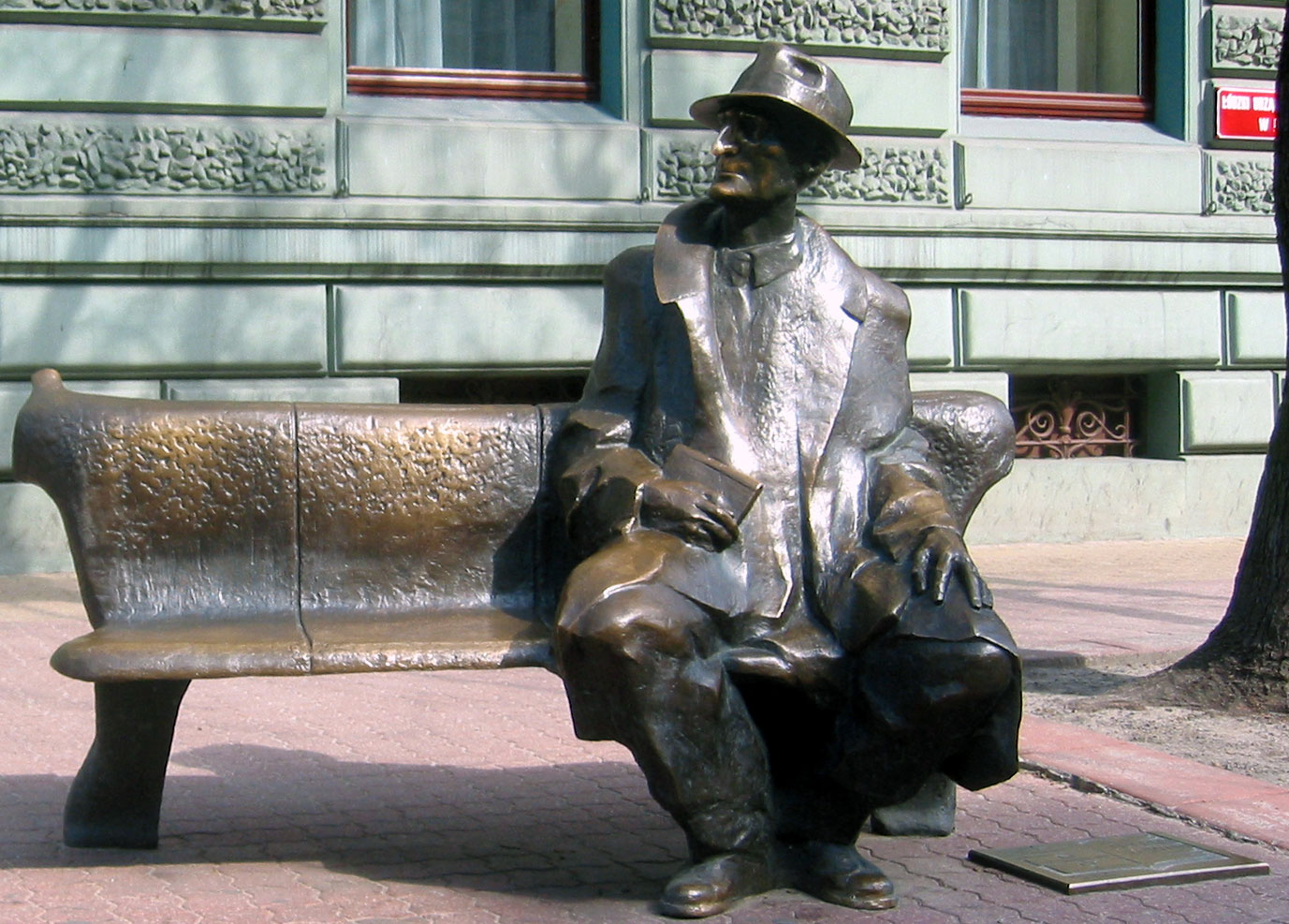
Statue von Julian Tuwim in der Piotrkowska-Straße in Łódź

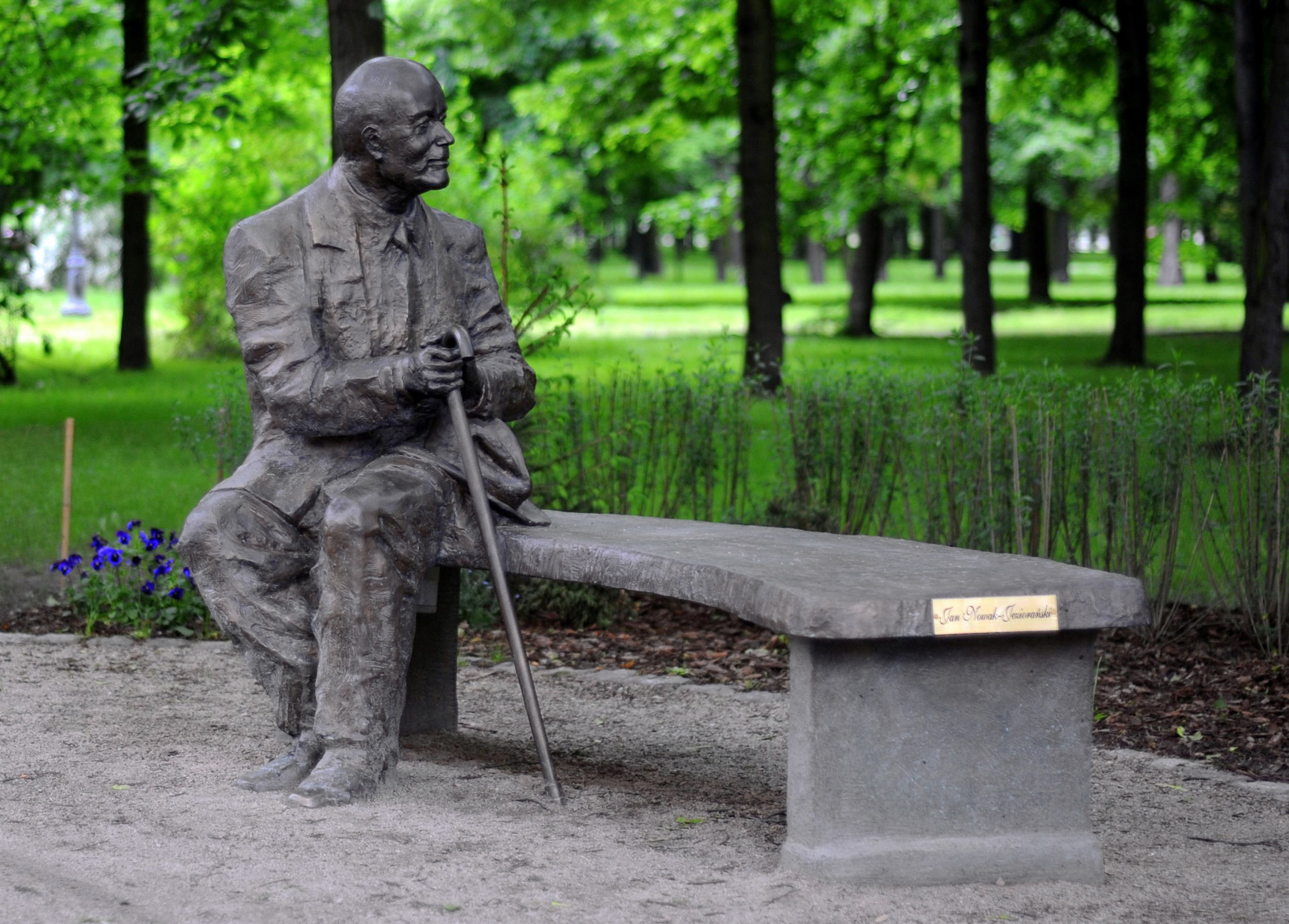
Statue von Jan Nowak-Jeziorański in Warschau

Wojciech Gryniewicz (* 5. April 1946 in Bydgoszcz) ist ein polnischer Bildhauer.
Gryniewicz lernte künstlerische Holzbearbeitung im Staatlichen Lyzeum der Künstlerischen Techniken in Bydgoszcz. Danach begann er ein Studium an der Skulpturfakultät der Akademie der Schönen Künste in Danzig.

## Werke (Auswahl)
- 1999: Statue von Julian Tuwim an der Piotrkowska-Straße in Łódź
- 2004: Statue von Agnieszka Osiecka in Łódź
- 2006: Statue von Jan Nowak-Jeziorański in Warschau
- 2008: Denkmal für die Opfer des Kommunismus in Łódź
- 2009: Statue von Wacław Milke in Płock
- 2010: Monument Schulbänke in Warschau
- 2013: Statue von Jan Twardowski in Warschau

## TV
- 2012: Telewizja Polska "Łódź kreatywna - WOJCIECH GRYNIEWICZ"[1][2]